# Giovanni Cornaro (1556–1629)
Giovanni Cornaro (ur. 1556, zm. 23 grudnia 1629) – doża wenecki od 1624 roku.